# Kristin Jeffery
Kristin Jeffery (ur. 1 grudnia 1982 r.) – kanadyjska wioślarka.

## Osiągnięcia
- Mistrzostwa Świata – Poznań 2009 – czwórka podwójna wagi lekkiej – 4. miejsce[1].